# Cardamomina
A cardamomina (também chamada cardamonina) é um chalconóide que foi isolado de várias plantas, como por exemplo Alpinia katsumadai e Alpinia conchigera. Recebe crescente atenção por parte da comunidade científica devido às expectativas de que seja beneficiosa para a saúde humana devido às suas actividades anti-inflamatórias.